# Cottle County
Das Cottle County ist ein County im Bundesstaat Texas der Vereinigten Staaten. Das U.S. Census Bureau hat bei der Volkszählung 2020 eine Einwohnerzahl von 1.380 ermittelt. Der Sitz der County-Verwaltung (County Seat) befindet sich in Paducah. Das County gehört zu den Dry Countys, was bedeutet, dass der Verkauf von Alkohol eingeschränkt oder verboten ist.

## Geographie
Das County liegt nordwestlich des geographischen Zentrums von Texas, etwa 50 km vor der Bundesgrenze zu Oklahoma und hat eine Fläche von 2335 Quadratkilometern, wovon 1 Quadratkilometer Wasserfläche ist. Es grenzt im Uhrzeigersinn an folgende Countys: Childress County, Hardeman County, Foard County, King County, Motley County und Hall County.

## Geschichte
Cottle County wurde am 21. August 1876 aus Teilen des Fannin County gebildet und die Verwaltungsorganisation im Januar 1892 abgeschlossen. Benannt wurde es nach George Washington Cottle (1798–1836), einem einfachen Soldaten und Verteidiger in der Schlacht von Alamo.
Eine Stätte des Countys ist im National Register of Historic Places (NRHP) eingetragen (Stand 23. Oktober 2018), der Cottle County Courthouse Historic District.

## Demografische Daten
Nach der Volkszählung im Jahr 2000 lebten im Cottle County 1.904 Menschen in 820 Haushalten und 550 Familien. Die Bevölkerungsdichte betrug 1 Einwohner pro Quadratkilometer. Ethnisch betrachtet setzte sich die Bevölkerung zusammen aus 81,46 Prozent Weißen, 9,87 Prozent Afroamerikanern, 0,00 Prozent amerikanischen Ureinwohnern, 0,00 Prozent Asiaten und 7,20 Prozent aus anderen ethnischen Gruppen; 1,47 Prozent stammten von zwei oder mehr Ethnien ab. 18,91 Prozent der Einwohner waren spanischer oder lateinamerikanischer Abstammung.
Von den 820 Haushalten hatten 28,0 Prozent Kinder oder Jugendliche, die mit ihnen zusammen lebten. 53,9 Prozent waren verheiratete, zusammenlebende Paare 10,6 Prozent waren allein erziehende Mütter und 32,9 Prozent waren keine Familien. 32,0 Prozent waren Singlehaushalte und in 20,9 Prozent lebten Menschen im Alter von 65 Jahren oder darüber. Die durchschnittliche Haushaltsgröße betrug 2,28 und die durchschnittliche Familiengröße betrug 2,84 Personen.
23,9 Prozent der Bevölkerung war unter 18 Jahre alt, 5,7 Prozent zwischen 18 und 24, 21,5 Prozent zwischen 25 und 44, 23,3 Prozent zwischen 45 und 64 und 25,6 Prozent waren 65 Jahre alt oder älter. Das Medianalter betrug 44 Jahre. Auf 100 weibliche Personen kamen 87,2 männliche Personen und auf 100 Frauen im Alter von 18 Jahren oder darüber kamen 81,9 Männer.

Das jährliche Durchschnittseinkommen eines Haushalts betrug 25.446 USD, das Durchschnittseinkommen einer Familie betrug 33.036 USD. Männer hatten ein Durchschnittseinkommen von 24.375 USD, Frauen 16.667 USD. Das Prokopfeinkommen betrug 16.212 USD. 13,7 Prozent der Familien und 18,4 Prozent der Einwohner lebten unterhalb der Armutsgrenze.

## Orte im County
| - Cee Vee - Chalk - Delwin | - Dunlap - Hackberry | - Narcisso - Paducah | - Sneedville - Swearingen |